# Cimetière de Molenbeek-Saint-Jean
Pour les articles homonymes, voir Molenbeek.
Le cimetière communal de Molenbeek-Saint-Jean est le cimetière de la commune de Molenbeek. Il est situé chaussée de Gand, n° 539. Il fut inauguré le 16 août 1864, pour remplacer l'ancien cimetière paroissial devenu trop petit - et dont les dernières traces ont disparu en 1932.
Il concentre aujourd'hui un patrimoine considérable et protégé - dont des galeries funéraires bâties en 1880, initialement imaginées pour le cimetière de Laeken par Émile Bockstael, le monument de la famille Jean De Maerschalck (avenue 2), réalisé par Ernest Salu et plusieurs chapelles.

## Personnalités
Le cimetière de Molenbeek se distingue davantage par son architecture que par la notoriété des personnes qui y sont enterrées. On notera toutefois, parmi les personnalités inhumées à Molenbeek :
- Jean-Baptiste Piron (1896-1974), général de l'armée belge (pelouse d'honneur)
- Eugène Laermans (1864-1940), peintre (pelouse 26)
- Sander Pierron (1872-1945), écrivain, critique d’art.
- Henry Meuwis (1870-1935), peintre (pelouse 15)
- Édouard Van Haelen (1895-1936), nageur, médaillé olympique en 1920 à Anvers[2].
- Ernest Kindermans (1875-1932), fondateur du Kaaitheater.
- Louise Charlotte Massart (1880-1906), dramaturge (avenue 2)
- Rudolf Dubois, comédien[3]
- Jan Frantz De Mol, compositeur (avenue 3)

- Quelques bourgmestres de Molenbeek
  - Henri Hollevoet (1833-1911), bourgmestre de 1879 à 1911.
  - Julien Hanssens (1842-1914), bourgmestre de 1912 à 1914[4].
  - Louis Mettewie (1855-1942), bourgmestre de 1919 à 1938.
  - Edmond Machtens (1902-1978), bourgmestre de 1939 à1978.

- Quelques échevins de Molenbeek
  - Auguste Smets (1850-1936), échevin de l'instruction (pelouse 44).
  - Richard Van Landuyt (1888-1970), CVP, conseiller communal de 1922 à 1964, échevin des Finances et premier échevin de 1938 à 1945. Fondateur-directeur de la coopérative "Maison de Patrons-Boulangers de Belgique". Citoyen d'honneur de Molenbeek (1964). (pelouse 41)

## Accès
Tram 82, arrêt Cimetière de Molenbeek.
Bus 49, arrêt Cimetière de Molenbeek.
Bus 87, arrêt Cimetière de Molenbeek.

## Galerie

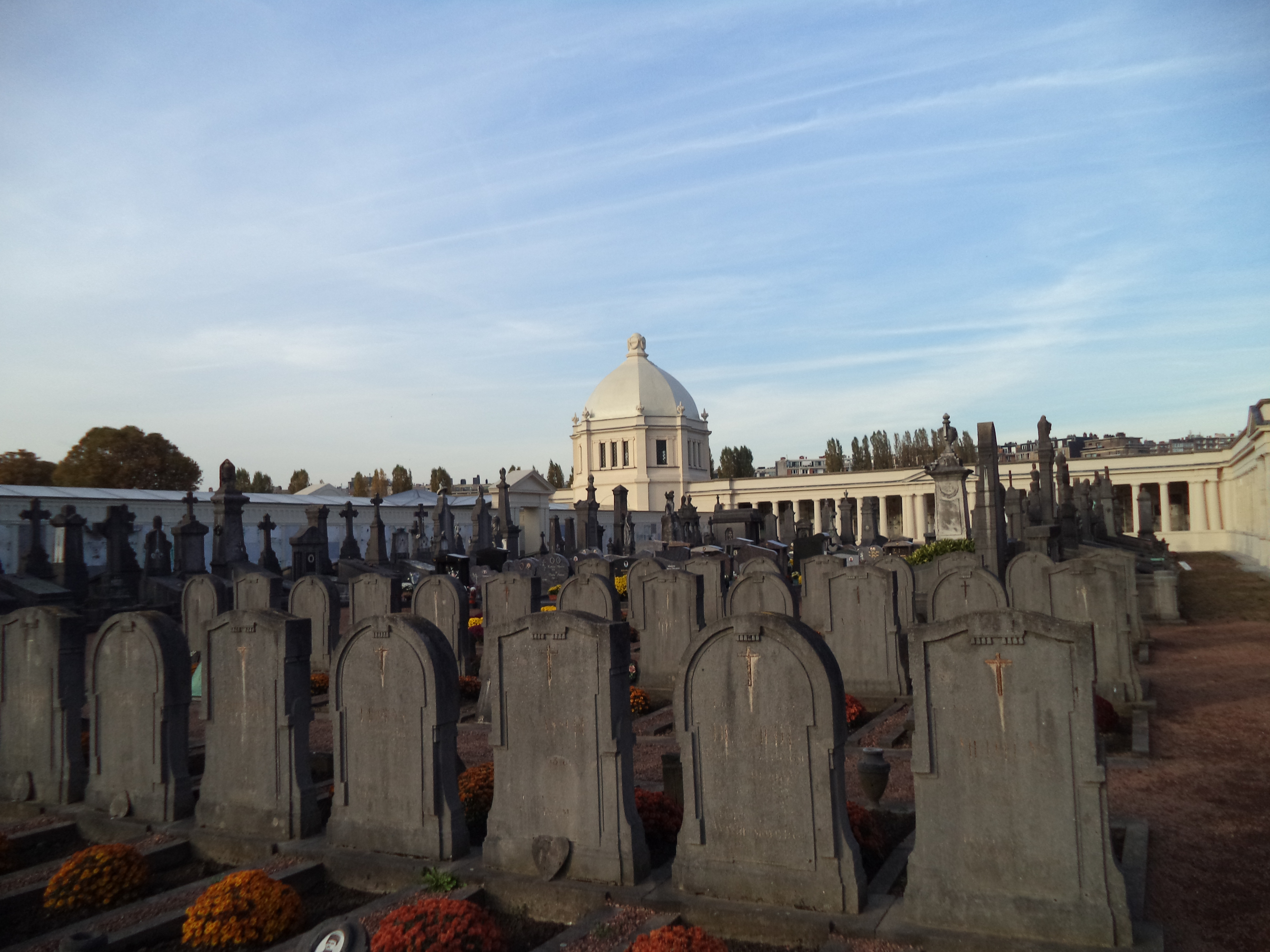
Vue générale
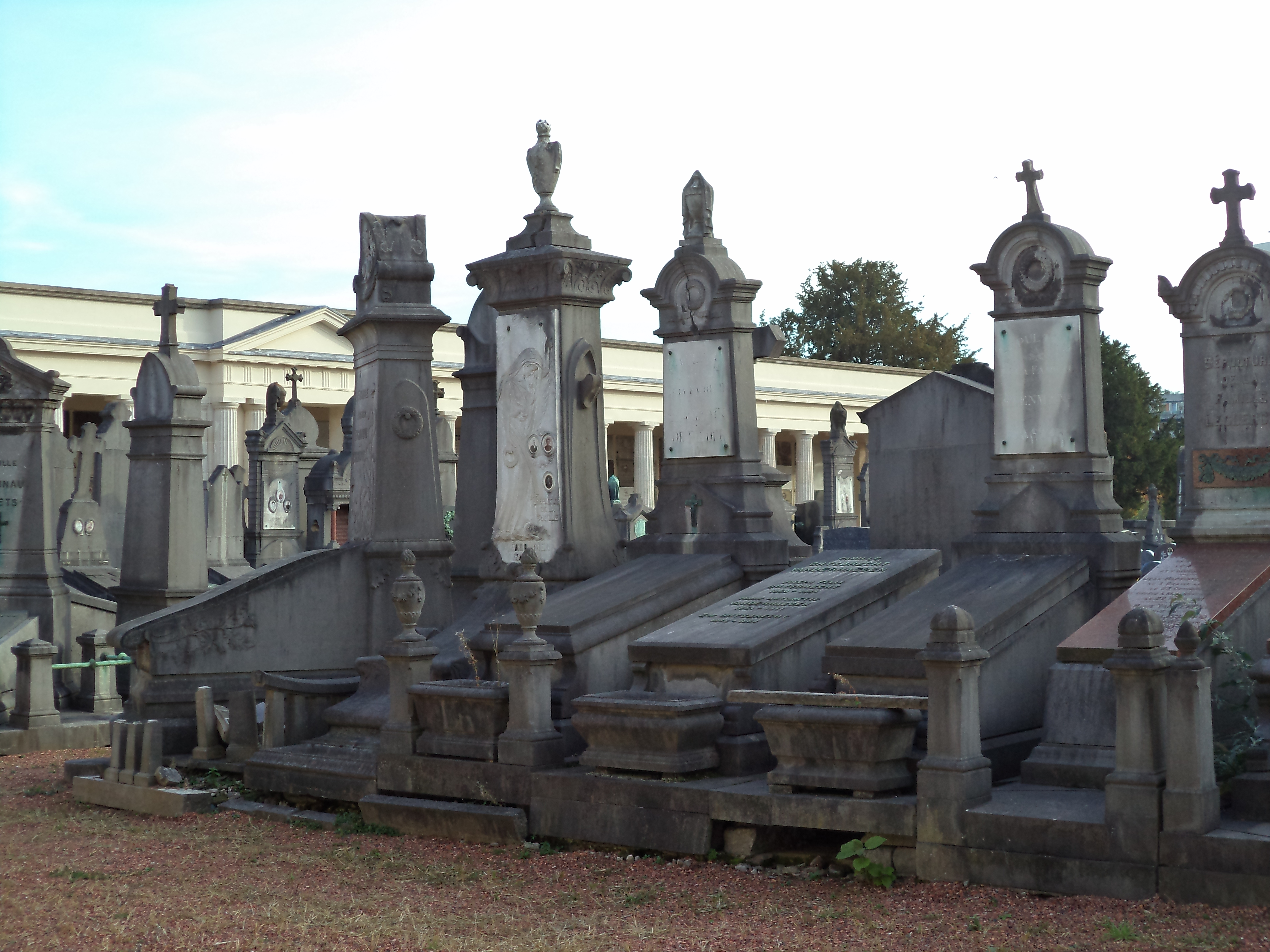
Pierres tombales
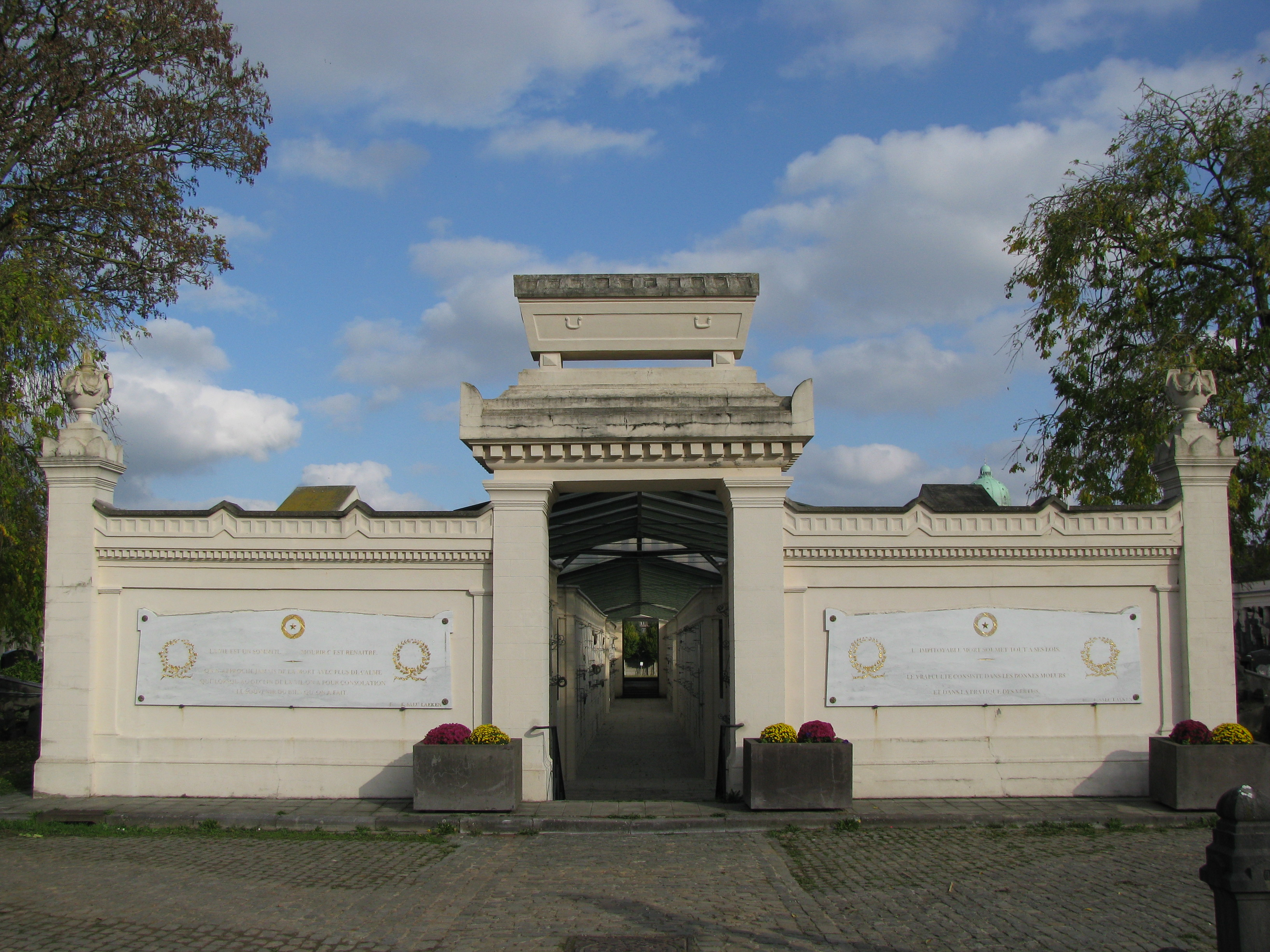
Entrée du columbarium
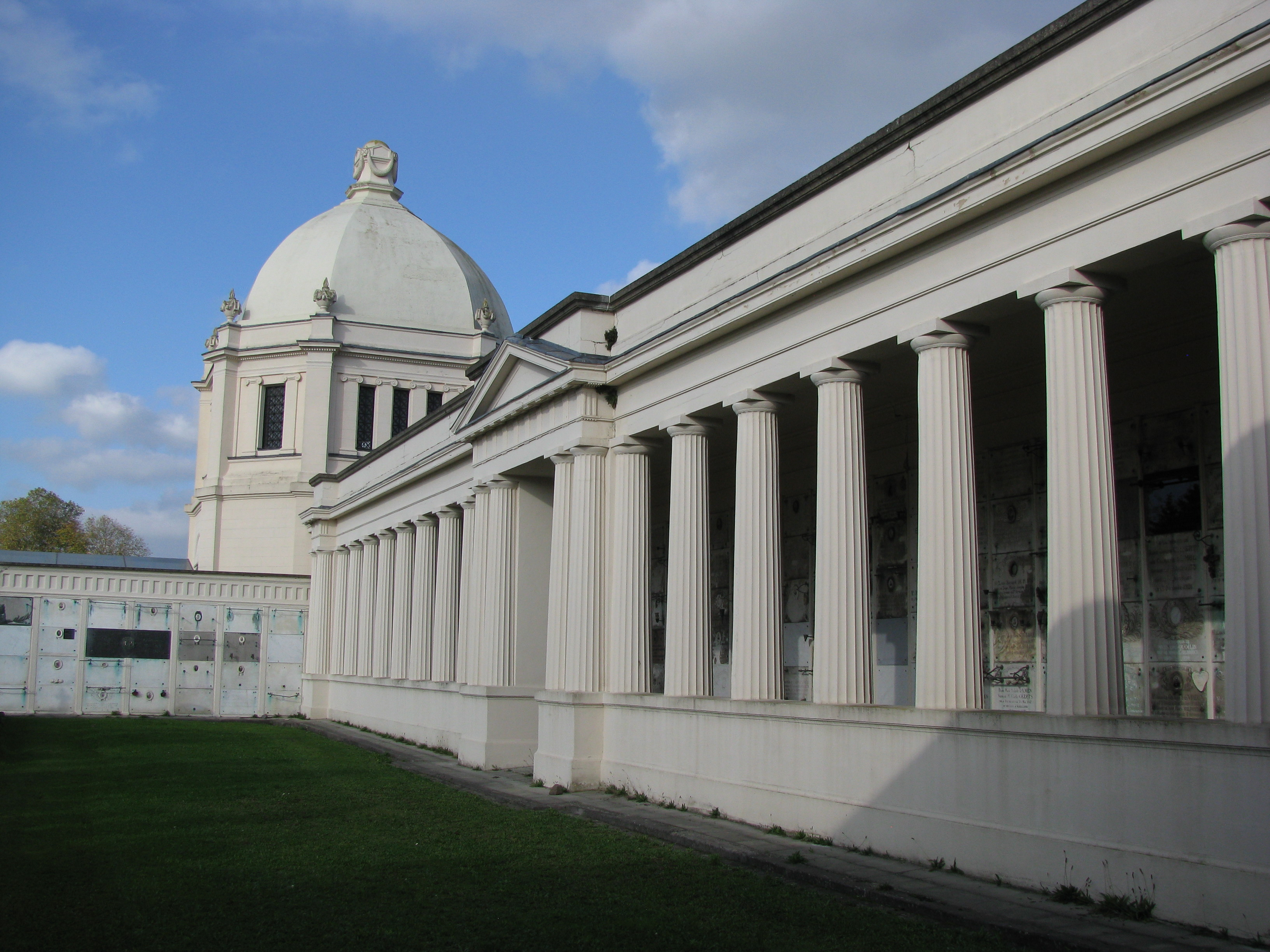
Columbarium
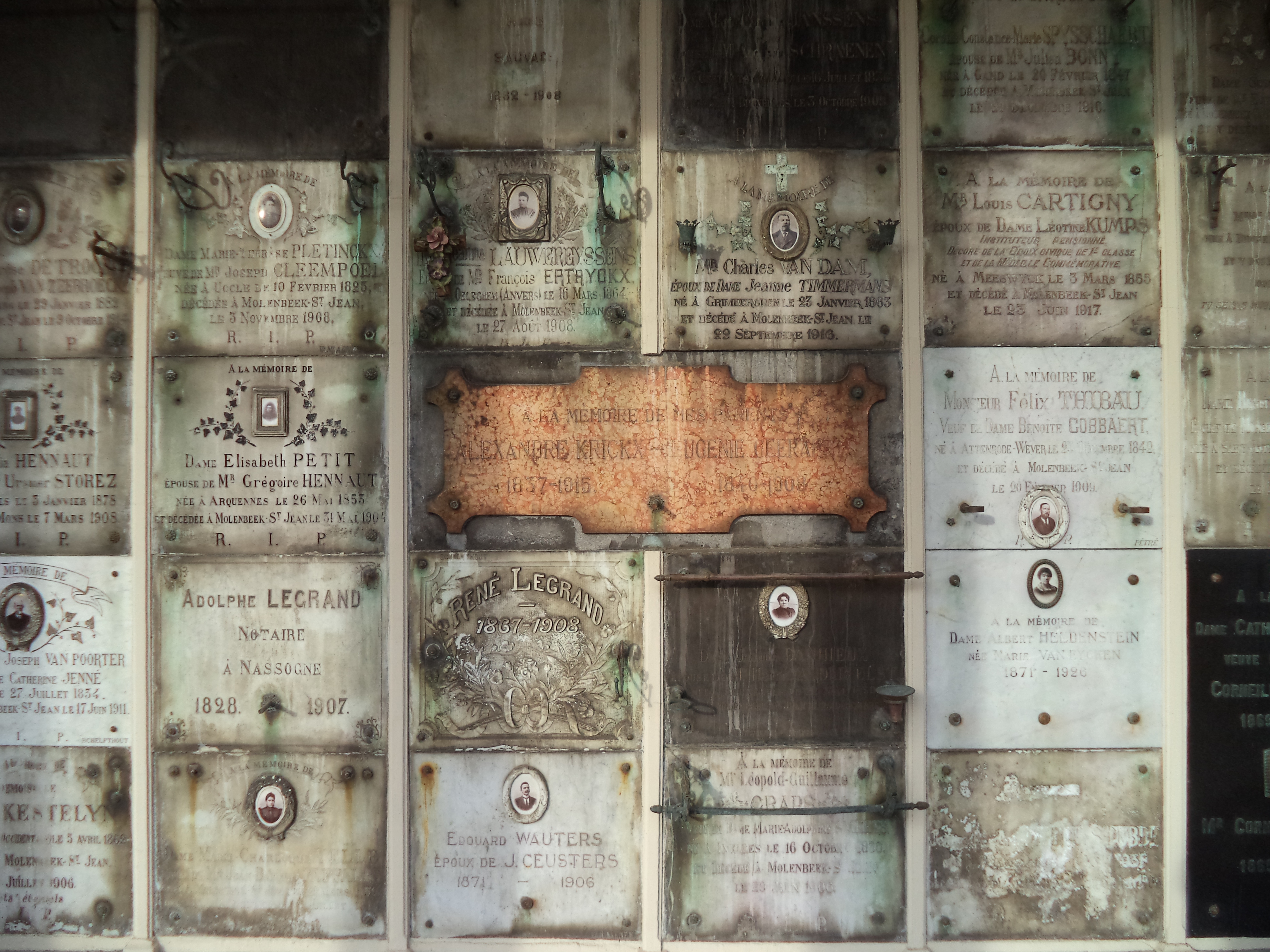
Détail du columbarium